# Boulevard d'Orléans
Le boulevard d'Orléans est une voie sur la rive gauche de la Seine à Rouen.

## Situation et accès
Longue de 600 mètres, elle relie l'avenue Jean-Rondeaux à la place Joffre.
Rues adjacentes
- Rue de l'Amiral-Cécille
- Rue Michel-Corrette
- Rue Poret-de-Blosseville

## Origine du nom
Le boulevard porte son nom du fait de sa proximité de l'ancienne gare de Rouen-Orléans.

## Historique
En 2022, le maire de Rouen Nicolas Mayer-Rossignol fait part de sa "préoccupation" quant à une situation "compliqué[e] pour les femmes" dans cette rue.

## Bâtiments remarquables et lieux de mémoire
- Église Saint-Jean-Baptiste-de-La-Salle (1962)
- résidence Mac Orlan : architectes Robert Bonnet, Michel Ratier et Henri Tougard, 1955 (ex tour de la Sécurité sociale)[2]